# Mikkel Solbakken
Mikkel Solbakken (2 ottobre 1999) è uno sciatore alpino norvegese.

## Biografia
Attivo dal dicembre del 2015, Solbakken ha esordito in Coppa Europa il 13 febbraio 2019 a Sarentino in discesa libera (65º); non ha debuttato in Coppa del Mondo né preso parte a rassegne olimpiche o iridate.

## Palmarès

### Nor-Am Cup
- Miglior piazzamento in classifica generale: 42º nel 2024
- 1 podio:
  - 1 terzo posto

### Far East Cup
- Miglior piazzamento in classifica generale: 34º nel 2019
- 2 podi:
  - 2 secondi posti